# Señor del Mar

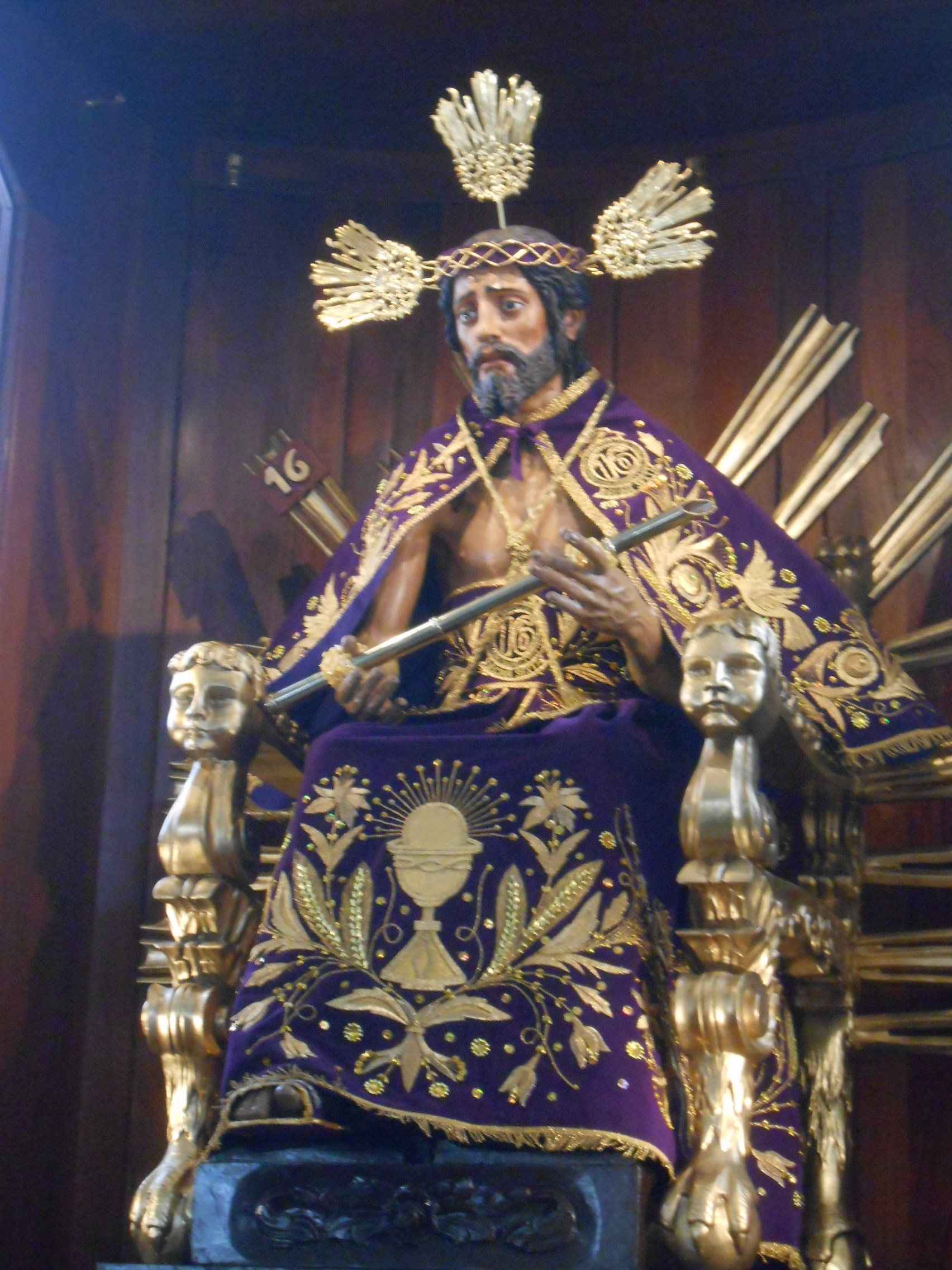
Señor del Mar.

El Señor del Mar es una representación de Cristo tallada en madera que fue encontrada en 1756. Es considerado como patrono del puerto del Callao en el Perú y se celebra su procesión en los meses de mayo y octubre.

## Historia
La imagen del Señor del Mar fue hallada en 1756 por los esposos Casavilca en el antiguo fundo Aguilar, en el actual distrito de Bellavista. Se encontraba dentro de una caja de madera y había permanecido intacta al año siguiente del terremoto que sacudió a Lima y el Callao, el 28 de octubre de 1746.
La imagen, tallada en fina madera, representaba a Cristo sentado sobre una peña con los brazos extendidos y con una caña entre las manos. Se atribuye su autoría al español Juan Martínez Montañés.
La imagen fue conocido primero como Señor de la Caña, luego como Señor Justo Juez, finalmente fue nombrado como Señor del Mar. Los fieles construyeron una gruta, convertida posteriormente en la capilla de Bellavista, adonde se le condujo.
En 1860 se inicia la construcción de una nueva iglesia, la cual fue inaugurada en 1864 con el nombre de "Rosa de Santa María". Al año siguiente, por su mayor cercanía al puerto, mediante decreto arzobispal, se decide el traslado del "Señor del Mar" a esta iglesia, la misma que fue declarada parroquia en 1865 cambiando su nombre a "Parroquia de Santa Rosa" como se le conoce actualmente.
El 6 de enero de 2016 la Festividad del Señor del Mar es declarada Patrimonio Cultural de la Nación por el Ministerio de Cultura.

## Festividad
Cada 28 de octubre la imagen era trasladada en Andas al Callao para que se le rindiera honores. El "Gremio de Playeros" patrocinaba su Fiesta hasta la disolución de esta Institución el 31 de marzo de 1875. Para continuar con la tradición, Manuel Santálice, José María Larahón, Mariano C. Sevilla, entre otros devotos, decidieron fundar la Sociedad del Mar, de Culto y Beneficencia el día 21 de noviembre de 1875.
El 21 de octubre de 1931, se creó la Hermandad de Cargadores y Sahumadoras del Señor del Mar, la misma que formó cuadrillas para llevar al Señor en procesión.
Actualmente, la Hermandad de Culto, Cargadores y Sahumadoras del Señor del Mar está conformada por 18 Cuadrillas de Cargadores y por 4 Grupos de Sahumadoras.
La festividad del Señor, comienza en la segunda mitad de octubre. El día 28 el Obispo del Callao celebra una misa en su honor como conmemoración del hallazgo de la imagen. Luego es trasladada desde su altar a sus andas de plata para salir en procesión por las calles el Callao. Al Señor se le rinde culto también el día 24 de mayo, este día fue instituido debido al terremoto que ocurrió en ese día en 1940.